# Hitchcock (Texas)
Hitchcock es una ciudad ubicada en el condado de Galveston en el estado estadounidense de Texas. En el Censo de 2010 tenía una población de 6.961 habitantes y una densidad poblacional de 29,18 personas por km².

## Geografía
Hitchcock se encuentra ubicada en las coordenadas 29°16′57″N 95°0′28″O / 29.28250, -95.00778. Según la Oficina del Censo de los Estados Unidos, Hitchcock tiene una superficie total de 238.53 km², de la cual 156.6 km² corresponden a tierra firme y (34.35%) 81.94 km² es agua.

## Demografía
Según el censo de 2010, había 6.961 personas residiendo en Hitchcock. La densidad de población era de 29,18 hab./km². De los 6.961 habitantes, Hitchcock estaba compuesto por el 58.78% blancos, el 30.8% eran afroamericanos, el 0.53% eran amerindios, el 0.34% eran asiáticos, el 0.01% eran isleños del Pacífico, el 7.15% eran de otras razas y el 2.37% pertenecían a dos o más razas. Del total de la población el 20.28% eran hispanos o latinos de cualquier raza.

## Educación
El Distrito Escolar Independiente de Hitchcock gestiona escuelas públicas.